# Arola Editors
Arola Editores es una editorial española con sede en Tarragona. Fue fundada en 1998. Además de las diferentes colecciones que tienen, el 2009 han puesto en marcha la edición de la revista de artes escénicas Hamlet. En 2019 recibieron el premio Gonzalo Pérez de Olaguer, que conceden los Premis de la Crítica de les Arts Escèniques.

## Colecciones
- La gent del Llamp, todos los géneros.
- Biblioteca Catalana, de clásicos catalanes.
- La Miloca, de narrativa contemporánea.
- Opera Prima, de autores noveles.
- Dàctil, de poesía contemporánea.
- La imatge que parla, de poesía y fotografía.
- Textos a part, de teatro contemporáneo.